# هایپرکارد
هایپرکارد (انگلیسی: HyperCard) یک نرم‌افزار کاربردی و ابزار برنامه‌نویسی برای کامپیوترهای مکینتاش و Apple IIGS بود که اولین فرارسانه موفق قبل از وب جهان‌گستر نیز بود.